# M3 (Mine)
Die M3 (engl.: Anti-Personnel Mine M3) ist eine US-amerikanische Antipersonenmine aus der Zeit des Zweiten Weltkrieges. Die Mine wirkt primär durch die Splitterbildung bei der Explosion ihrer Gusseisenhülle.

## Historie
Unter dem Eindruck des beginnenden Zweiten Weltkriegs begannen die USA ab dem Sommer 1940 mit der Entwicklung diverser Antipersonenminen. Die Produktion der M3 erfolgte von 1942 bis 1944.

## Beschreibung
Die M3 besteht aus dem Minenkorpus und 1 bis 3 Zündern. Der quaderförmige Korpus besteht aus Gusseisen, Ecken und Kanten sind leicht abgerundet. Am unteren Ende des Korpus gibt es eine runde Öffnung zum Einfüllen des Sprengstoffs. Die Öffnung wird dann mit einem Abdeckplättchen verschlossen. Das Abdeckplättchen kann gelb sein. Im Korpus gibt es drei mit Gewinden versehenen Öffnungen zur Aufnahme von bis zu drei separaten Zündern. Eine Öffnung befindet sich mittig am oberen Ende und die beiden anderen Öffnungen jeweils außerzentrisch an zwei gegenüberliegenden Seitenflächen des Korpus. Der Korpus ist olivgrün bemalt und an den Seitenflächen ohne Öffnungen mit gelben oder schwarzen Beschriftungen versehen. Die Beschriftung besteht aus Minentyp, Hersteller, Losnummer und Herstelldatum und kann bspw. folgendermaßen aussehen:
| Beispiel     | #1                                              | #2                                                       | #3                                            | #4                                                      |
| ------------ | ----------------------------------------------- | -------------------------------------------------------- | --------------------------------------------- | ------------------------------------------------------- |
| Beschriftung | MINE, ANTI-PERSONNEL,M3 LOT 4473-20 P.A.-7-1942 | MINE ANTI-PERSONNEL, M3. LOADERS LOT K.O.P. -1-12 5-1943 | MINE ANTI-PERSONNEL, M3 LOT E-N-S N.S. 4 1943 | MINE ANTI-PERSONNEL, M3. LOADERS LOT K.O.P. -5-2 6-1942 |

Die inerte Trainingsvariante der M3 ist schwarz mit weißer Beschriftung. Die Mine M3 und der Zünder M7A1 können bei Temperaturen von −51 °C bis +71 °C gelagert und bei −40 °C bis +52 °C eingesetzt werden.

## Funktion
Geliefert wird die M3 als 6× Mine M3, 6× Zünder M7 und 6× 32-m-Rollen mit Stahldraht zusammen in einer Holzkiste a 33,2 kg. Der Draht ist olivgrün oder sandfarben. Die Öffnungen für die Zünder sind mit Stopfen aus Plastik geschützt. Die M3 kann oberirdisch, vergraben, stehend oder liegend verwendet werden. Hierzu wird die M3 mit den entsprechenden (gesicherten) 1-3 Zündern versehen, in Position gebracht, ggf. mit Stolperdraht versehen, getarnt und schließlich die Sicherungen aus den Zündern entfernt: Die Mine ist nun scharf. Wird nun z. B. durch einen Menschen auf einen der M7A1 Zünder eine Druckkraft von 3,6-9,1 kg oder per Stolperdraht eine Zugkraft von 1,4-4,5 kg ausgeübt, wird der entsprechende Zünder ausgelöst, die Sprengladung der Mine explodiert und der Mantel des Minenkorpus aus sprödem Gusseisen verteilt sich wie ein Splittersprengkopf im Umkreis. Bei oberirdischer Verlegung muss in einer Entfernung von bis zu 9 Metern und bei unterirdischer Verlegung bis zu 3 Metern mit tödlichen Verletzungen von Menschen gerechnet werden. Selbst in 90 Metern Entfernung besteht noch eine Gefährdung. Die M2 kann auch verwendet werden, indem nicht der Gegner die Mine auslöst, sondern vom Zünder der Mine ein Zugdraht (statt des Stolperdrahts) zu einer eigenen Stellung mit entsprechender Deckung verläuft, aus der heraus eigene Kräfte die Mine auslösen können. Bei großflächiger Nutzung von Minen wie der M3 werden diese häufig zusammen mit Springminen und Antipanzerminen verlegt, um eine Überwindung oder Räumung des verminten Bereiches zu erschweren. Die Mine ist nur begrenzt wasserdicht und sollte nicht länger als wenige Tage von Wasser umgeben sein.

## Entschärfung
Da die M3 viel Metall enthält und der Auslöser z. T. aus dem Boden herausragt, kann sie mittels Metalldetektor und per Auge relativ leicht erkannt werden. Die erkannte Mine kann dann durch qualifizierte Personen entschärft werden, indem man ein passendes Objekt, z. B. eine Nadel oder ein Stück Draht, vorsichtig in die Öffnung für den Sicherungsstift des Zünders einführt, die Sicherungsschraube eindreht und die Zünder aus der Mine herausschraubt.

## Varianten
- M3[4][1]
- M3A1[4][1]
- M3B1[4][1]

## Bekannte Einsatzorte
- Äthiopien[7]
- Eritrea[7]
- Laos[7]
- Libanon[7]